# میدان‌شهر
میدان‌شهر یا میدان‌شار یک منطقۀ مسکونی در مرکز افغانستان است که مرکز ولایت میدان وردک می‌باشد. نفوس آن در سال ۲۰۰۳ (میلادی) ۳۵٬۰۰۸ نفر تخمین زده شده است که هزاره‌ها، پشتون‌ها و تاجیک‌ها اکثریت باشندگان این شهر را تشکیل می‌دهند.